# 鐵皮屋

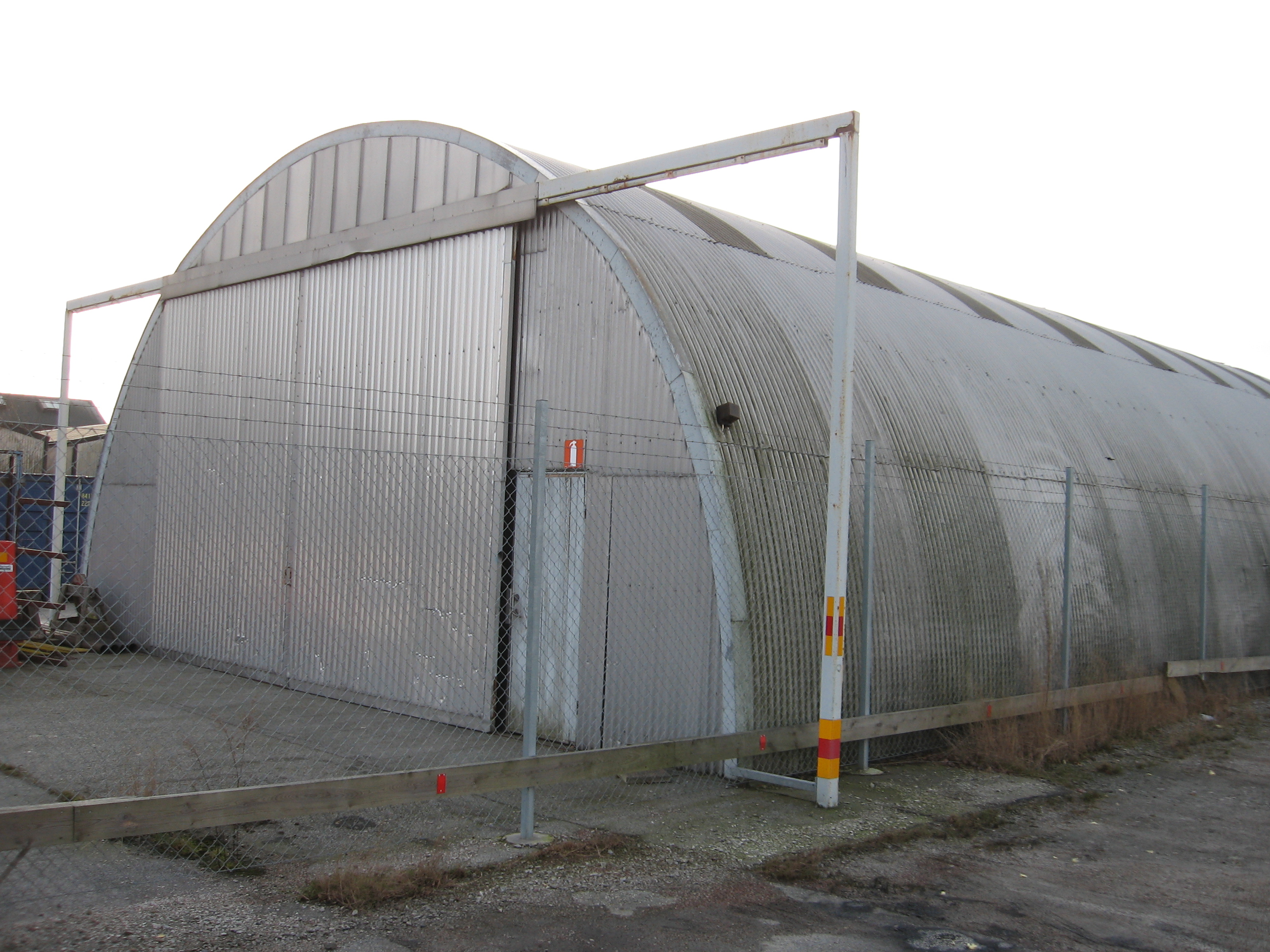
半圓柱形鐵皮屋

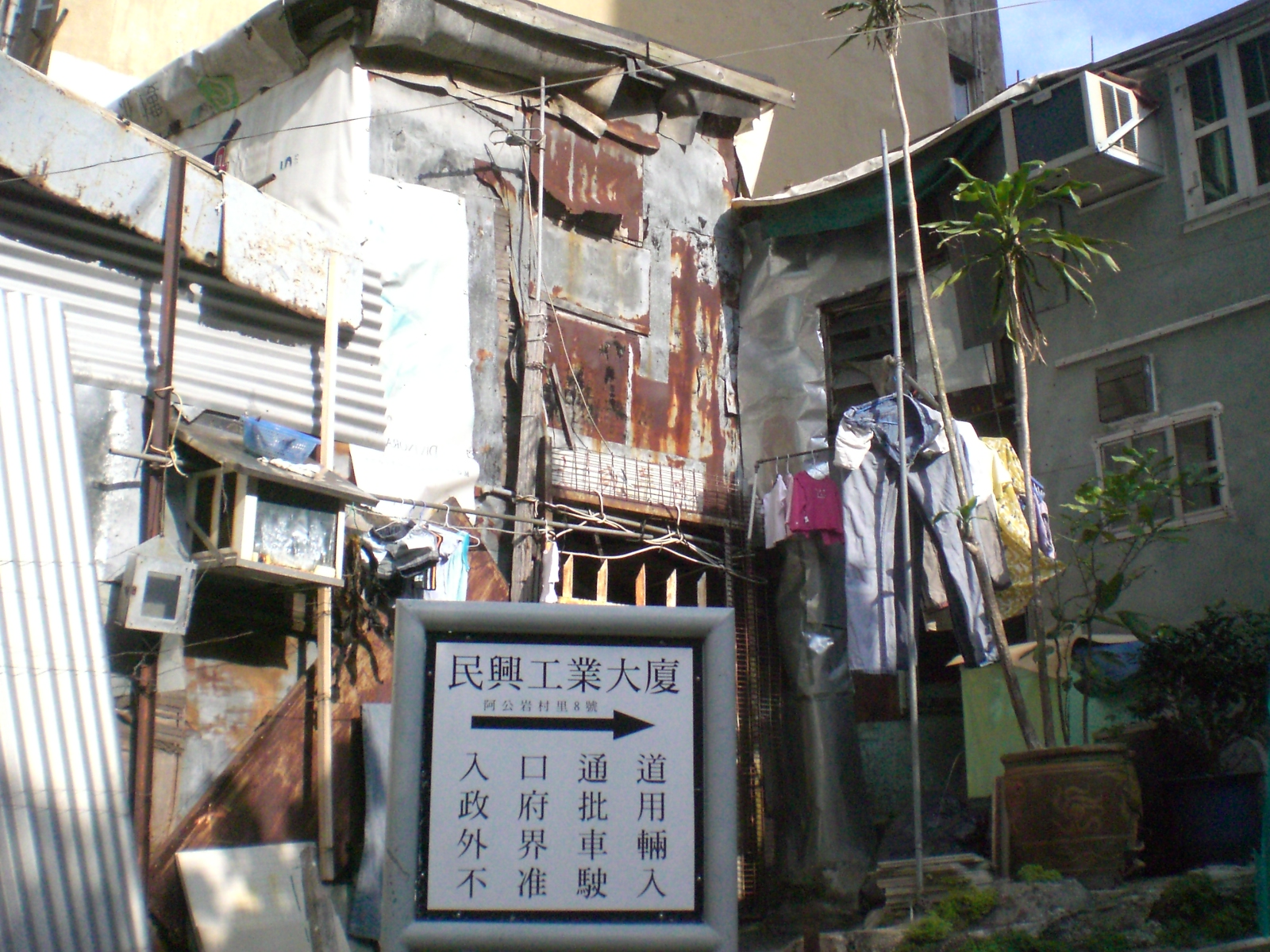
簿鐵片鐵皮屋

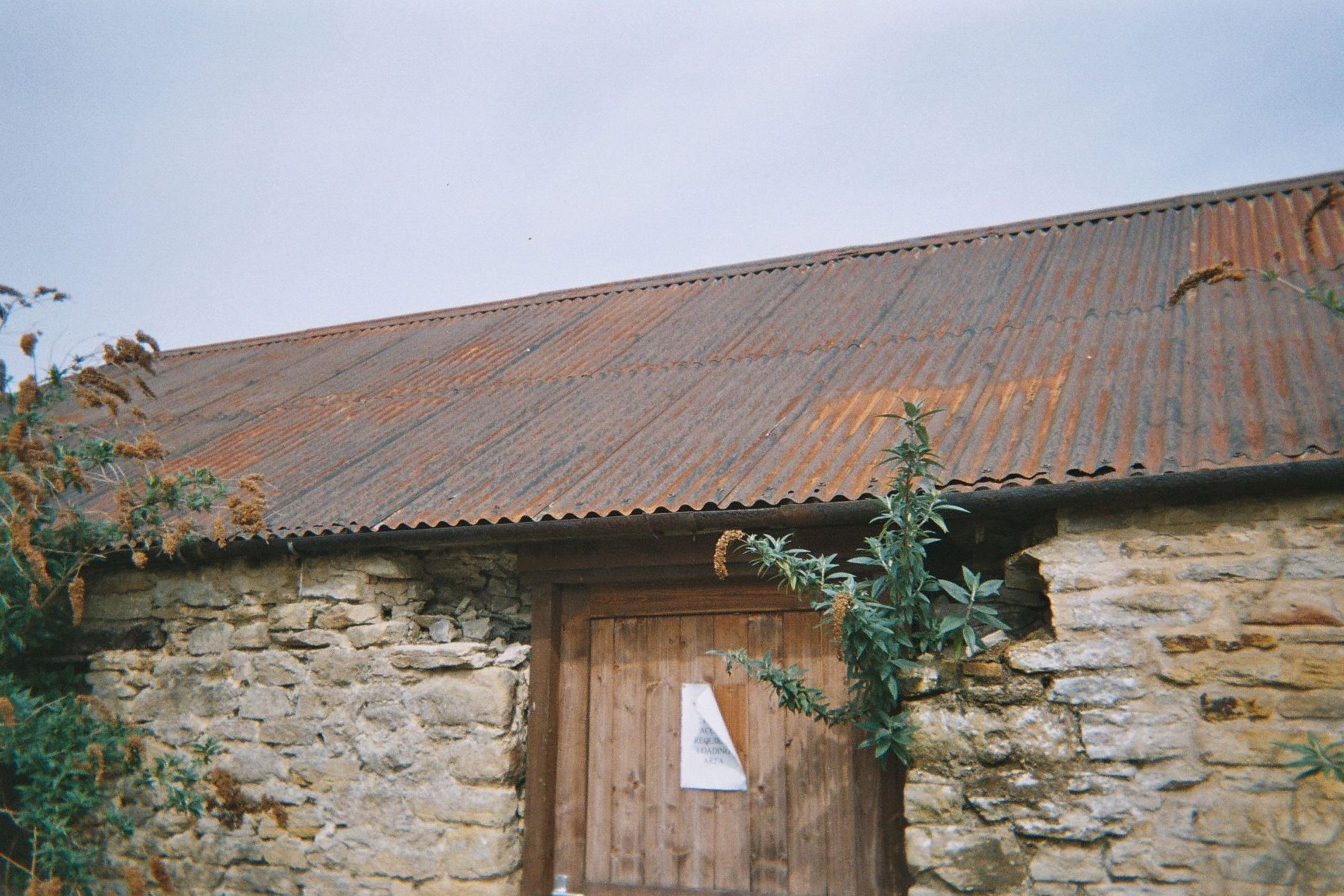
出現鏽蝕之鐵皮屋頂

鐵皮屋是廉價臨時房屋，通常用白鐵片或馬口鐵板材建成。
鐵皮屋建築成本低，建築工序簡單，但屋易生鏽、漏風、漏雨、不隔音、空氣不流通，遇到惡劣天氣時更有倒塌危險。但有些的鐵皮屋，會用不鏽鋼做重力層、掃上防鏽油漆、加防漏膠、隔音層、隔熱層，可作車房、加工場、倉庫 等。在台灣多數的中小型工廠與頂樓的違法加蓋都是鐵皮屋類型。
鐵皮屋亦可用作軍營或臨時宿舍，此等鐵皮屋多為半圓柱形。

## 另見
- 寮屋